# パクタ・コンヴェンタ

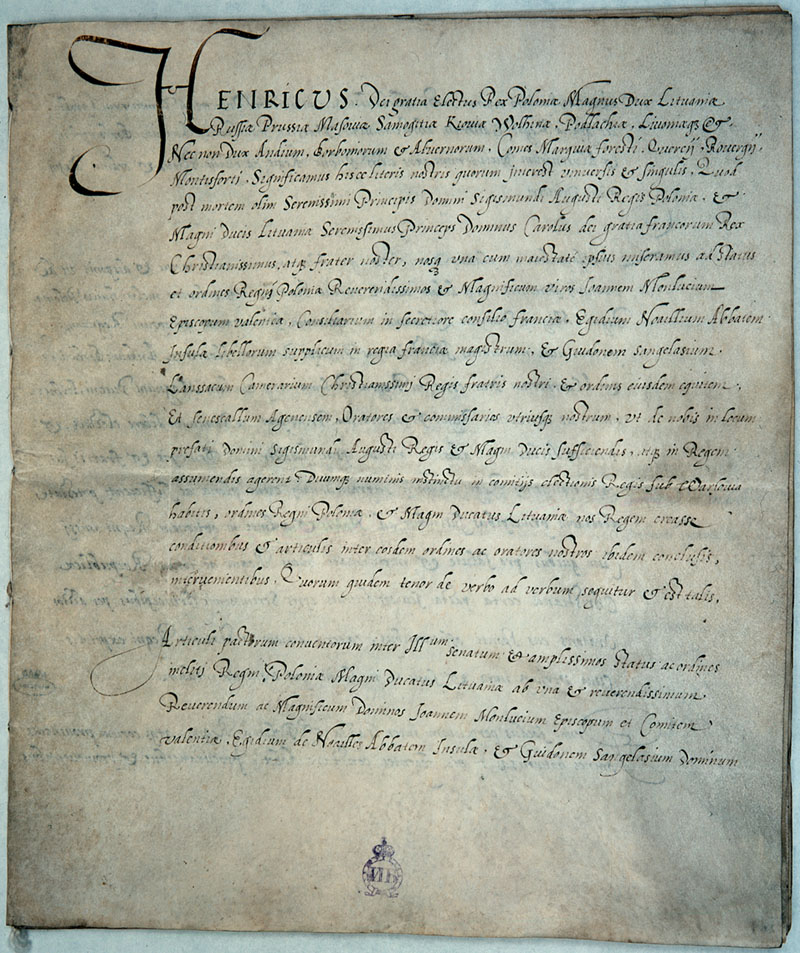
ヘンリク・ヴァレジによる最初のパクタ・コンヴェンタへの署名（1573年）

パクタ・コンヴェンタ (ラテン語:Pacta conventa) は「協定条項」の意で、1573年から1764年にかけてポーランド・リトアニア共和国のシュラフタおよび国王自由選挙で選ばれたポーランド国王に課された協約。
ジグムント2世の死でヤギェウォ朝が断絶し、選挙王制が開始されるにあたり1573年にセイムで制定された。このパクタ・コンヴェンタは国王にポーランド・リトアニア共和国の法律に従うことを誓わせ、外交や税制改革、国債発行、軍事行動といったあらゆる面において国王の権限の及ぶ範囲を指定した。内容は王ごとに若干柔軟に変更する余地があり、例えばヴワディスワフ4世はそのパクタ・コンヴェンタでバルト海にポーランド・リトアニア共和国海軍を創設することを誓約した。
また選出された国王はパクタ・コンヴェンタの他にヘンリク条項と呼ばれる誓約集にも署名する必要があった。こちらはパクタ・コンヴェンタと異なり、改定されることの無い永続法だった。次第にこの2つの文書の区別は薄れていったが、両者に記述された内容は共和国の政治体制を詳細に研究する最も重要な鍵となっている。